# SmartDraw
SmartDraw é um programa de computador que permite criar organogramas, diagramas e fluxogramas, calendários, diagramas de rede, cronogramas, etc. É um concorrente direto e mais barato do que o Microsoft Visio. 
Atualmente existe na versão 7. Nas revistas de informática, circulam por vezes versões mais antigas, mas freeware.